# Der Dreispitz (Novelle)
Der Dreispitz (spanischer Originaltitel: El sombrero de tres picos) ist eine Novelle von Pedro Antonio de Alarcón aus dem Jahr 1874.

## Handlung
Die Geschichte spielt in einer andalusischen Stadt um das Jahr 1805: Am Rande der Stadt leben ein Müller, genannt Tío Lucas, und seine schöne Frau Frasquita. Die beiden führen ein zufriedenes Leben, und wegen ihrer Gastfreundschaft und der idyllischen Lage ihrer Mühle gehen viele einflussreiche und hochgestellte Personen bei ihnen ein und aus. Einer dieser Gäste ist Don Eugenio de Zúñiga y Ponce de León, der Corregidor, eine Art königlicher Statthalter und Richter. Der alte Corregidor ist eine stadtbekannte Person, den alle schon von Weitem an seinem Buckel und an seiner typischen Kleidung mit schwarzem Umhang, großem Dreispitz und Gehstock erkennen. Er ist mit der viel jüngeren Mercedes verheiratet, begehrt aber Frasquita. Als er ihr seine Liebe gesteht, macht sie sich auf gütige Weise über ihn lustig. Also setzt er sich in den Kopf, seine Macht auszunutzen, um an sie heranzukommen:
Eines Abends lässt er Tío Lucas unter einem Vorwand in ein benachbartes Dorf bringen und dort im Haus des Bürgermeisters Juan López festsetzen. Tío Lucas flieht jedoch und macht sich mit seinem Esel auf den Rückweg zur Mühle. Währenddessen geht der Corregidor zur in der Mühle allein zurückbleibenden Frasquita. Da er in den Mühlenbach stürzt und um Hilfe ruft, öffnet Frasquita ihm die Tür. Sie ahnt, was er vorhat, und will ihn hinauswerfen. Er scheint jedoch, vielleicht durch den Schreck beim Sturz ins Wasser, ernsthaft krank zu sein. Und so bringt Frasquita ihn ins Bett und trocknet seine Kleider am Ofen, bevor sie sich mit einem Esel auf den Weg ins Dorf zu ihrem Mann macht. Da dieser aber nicht auf dem Weg bleibt, sondern quer über ein Feld reitet, begegnen sich die beiden in der Dunkelheit nicht. Nur die beiden Esel erkennen sich von Weitem und rufen sich etwas zu.
Zurück in der Mühle erblickt Tío Lucas die Kleider des Corregidors am Ofen und durchs Schlüsselloch sieht er diesen selbst im Bett liegen. Er glaubt nun, Frasquita habe ihn mit dem Corregidor betrogen, und will sich rächen: Er zieht sich aus, legt die Kleider des Corregidors an und macht sich auf den Weg in die Stadt, um in dieser Verkleidung bis ins Haus und ins Ehebett des Corregidors vorzudringen.
Als Frasquita ihren Mann im Dorf nicht antrifft und unverrichteter Dinge zur Mühle zurückkehrt, sieht sie am Ofen die Kleider ihres Mannes und ahnt, was er vorhat. Zusammen mit Juan López, dem Corregidor, der notgedrungen Tío Lucas’ Kleider angezogen hat, und dessen Diener Garduña macht sie sich auf zur Stadt, um das Schlimmste zu verhindern. Beim Haus des Corregidors angekommen, werden sie jedoch abgewiesen, weil der Corregidor angeblich schon vor einer Stunde angekommen und schon im Bett sei. Nun ist sich Frasquita sicher, der Plan ihres Mannes sei aufgegangen und er habe sie aus Rache mit Mercedes, der Frau des Corregidors, betrogen.
Nach einiger Zeit werden sie doch zu Mercedes vorgelassen. Diese tut zunächst so, als erkenne sie ihren Mann nicht und halte ihn in seiner Aufmachung für den Müller. Dann kommt der Müller in der Kleidung des Corregidors hinzu und Mercedes verlangt, dass die beiden ihre Kleidung zurücktauschen, bevor sie irgendeine Erklärung darüber abgibt, was in ihrem Schlafzimmer geschehen ist. Die Männer verlassen also das Zimmer, und Mercedes nutzt die Gelegenheit, um Frasquita zu beruhigen und ihr zu versichern, dass zwischen ihr und dem Müller nichts vorgefallen ist. Sie sei nämlich bei dessen Ankunft noch wach gewesen und habe ihn dabei erwischt, wie er sich unter ihrem Bett verstecken wollte. Nachdem sie von den Plänen ihres Mannes erfahren hatte, beschloss sie, ihn ein wenig zappeln zu lassen und mit Ungewissheit zu quälen. Die beiden Männer kommen zurück, Frasquita und Tío Lucas machen sich auf den Weg zu ihrer Mühle, und der Corregidor bekommt Mercedes’ ganze Verachtung zu spüren: Niemals werde sie ihn darüber aufklären, was in dieser Nacht passiert ist, sie verweist ihn für immer aus ihrem Schlafzimmer, und würde ihn aus dem Haus werfen, wäre er nicht der Vater ihrer Kinder.
Frasquita und Tío Lucas hingegen versöhnen sich wieder und führen in ihrer Mühle noch eine lange und glückliche, wenn auch kinderlose Ehe.

## Erzählstil
Die Novelle besteht aus einer Vorrede und 36 kurzen Kapiteln. Sie wird von einem auktorialen Erzähler wiedergegeben, der in einer Vorrede zunächst berichtet, er habe sie vor vielen Jahren von einem Ziegenhirten gehört, und sie gehöre zu den bekannten spanischen Volkserzählungen. Danach beginnt er bei den historischen Umständen (Kap. 1) und den Lebensgewohnheiten (Kap. 2) in der Zeit der Handlung, um daraufhin ausführlich die Mühle zu beschreiben (Kap. 3), Tío Lucas und Frasquita zu charakterisieren (Kap. 4–5) und deren Beziehung zu schildern (Kap. 6–7). Erst im 8. Kapitel beginnt die eigentliche Handlung mit dem Auftritt des Corregidors. Im Schlusskapitel fasst der Erzähler kurz zusammen, wie das weitere Leben der beteiligten Personen verlief, und verbindet dies mit der Geschichte Spaniens, wobei besonders seine Ablehnung der napoleonischen Fremdherrschaft zum Ausdruck kommt.

## Entstehung und Rezeption
Der Dreispitz erschien zuerst als Fortsetzungsgeschichte in der Zeitschrift Revista de Europa, bald darauf wurde sie vom selben Verlag als Buch herausgegeben. Die Geschichte erwies sich als sehr populär, es folgten zahlreiche Neuauflagen und Übersetzungen. Die erste deutsche Übersetzung von Lili Lauser erschien 1879. Es folgten Übersetzungen von Hulda Meister (1886 für Reclams Universal-Bibliothek), von Helene Weyl (1900 für den Insel Verlag) sowie von Wilhelm Pferdekamp (1947 für den Drei-Eulen-Verlag). 1965 erschien auch eine illustrierte Ausgabe mit 30 Zeichnungen von Gerhart Kraaz.

## Bearbeitungen

### Bühnenwerke
Zur Popularität der Geschichte trugen auch verschiedene Bearbeitungen für die Bühne bei:
- die Komische Oper in vier Akten Der Corregidor, uraufgeführt 1896, Musik von Hugo Wolf, Libretto von Rosa Mayreder
- das Ballett Der Dreispitz, uraufgeführt 1919, Komposition: Manuel de Falla, Choreographie: Léonide Massine
- die Komische Oper in drei Akten La farsa amorosa, uraufgeführt 1933, Musik von Riccardo Zandonai, Libretto von Arturo Rossato
- das Musical Revenge with Music, uraufgeführt 1934, Musik von Arthur Schwartz, Text von Howard Dietz
- das Theaterstück La Molinera de Arcos, uraufgeführt 1947, von Alejandro Casona
- die Oper Akai Jinbaori, uraufgeführt 1955, von Ōguri Hiroshi

### Filme
Zudem gab es folgende Verfilmungen des Werks:
- 1934: der spanische Film La traviesa molinera, Regie: Harry d’Abbadie d’Arrast
- 1935: der US-amerikanische Film The Three-Cornered Hat, Regie: Harry d’Abbadie d’Arrast
- 1935: Der italienische Film Il cappello a tre punte, Regie: Mario Camerini
- 1944: der mexikanische Film El sombrero de tres picos, Regie: Juan Bustillo Oro
- 1955: der italienische Film Eine Frau für schwache Stunden (Originaltitel: La bella mugnaia), Regie: Mario Camerini
- 1955: der spanische Film Die Liebesmühle (Originaltitel: La pícara molinera) von 1955, Regie: León Klimovsky
- 1958: der japanische Film Akai jinbaori, Regie: Satsuo Yamamoto
- 1967: der deutsche Fernsehfilm Der Dreispitz, Regie: Rainer Erler
- 1971: der tschechoslowakische Fernsehfilm Trírohý klobouk, Regie: Karel Pokorný
- 1972: der französische Fernsehfilm Le Tricorne, Regie: Jean-Paul Roux

### Hörspiele
In Deutschland und Österreich sind vier Hörspielbearbeitungen nachgewiesen:
- 1949: Der Dreispitz – Bearbeitung (Wort): Rolf Thies; Regie: Paul Land (Radio Stuttgart)
- 1959: Der Dreispitz – Bearbeitung (Wort): Rudolf Walter Litschel; Regie: Nicht angegeben (ORF)
- 1961: Humor der Völker (Spanien): Der Dreispitz – Bearbeitung (Wort): Richard Hey; Regie: Hans-Karl Zeiser (WDR)
- 1973: Der Dreispitz – Bearbeitung (Wort) und Regie: Siegfried Niemann (SFB)

## Quelle
- Pedro Antonio de Alarcón: Der Dreispitz. Nach der Übersetzung von Hulda Meister, hrsg. von Erna Brandenburger. Reclam, Stuttgart 1981, ISBN 3-15-002144-8.